# Cécile Ibanez
Cécile Ibanez est une joueuse de football belge née le 7 août 1987 à Hannut ( Belgique). 

## Biographie
Elle joue actuellement à ASE Chastre (D3). Auparavant, elle a joué au DV Tongres et au Standard Fémina de Liège. 

## Palmarès
- Vainqueur de la Coupe de Belgique en 2006 avec le Standard Fémina de Liège

### Bilan
- 1 titre